# Štefan Čambal
Štefan Čambal (Bratislava, 16 de dezembro de 1908 - 18 de julho de 1990) foi um futebolista e treinador eslovaco que atuava como meio-campo.

## Carreira
Štefan Čambal fez parte do elenco da Seleção Checoslovaca de Futebol, na Copa de 1934, atuando em quatro partidas. 

## Títulos
- Copa do Mundo: Vice - 1934